# 达格玛·波尔曼
达格玛·波尔曼（德語：Dagmar Pohlmann，1972年2月7日—），德国女子足球运动员，场上位置是中场。她曾代表德国国家队参加瑞典举行的1995年国际足联女子世界杯，结果队伍获得亚军。